# 澤田敬之助
澤田 敬之助（さわだ けいのすけ、1904年8月20日 - 没年不詳）は、日本の俳優である。新漢字表記沢田 敬之助。本名内山 守（うちやま まもる）。初期芸名小澤 茗一郎（おざわ みょういちろう、新漢字表記小沢 茗一郎）、澤田 敬之介（沢田 敬之介）、澤田 慶之助（沢田 慶之助）といった表記に揺れがある。日本映画データベースにおける「沢村敬之助」は誤りである。

## 人物・来歴
1904年（明治37年）8月20日、鹿児島県鹿児島市に生まれる。
旧制・鹿児島商業学校（現在の鹿児島市立鹿児島商業高等学校）を卒業後、東京に移り、満19歳となる1923年（大正12年）8月、山田隆也、岡田嘉子らによる新劇の劇団である舞台協会に参加、舞台俳優としてデビューする。同年9月1日に起きた関東大震災の後、舞台協会は関西に移り、澤田は、1926年（大正15年）10月、衣笠貞之助が京都の松竹下加茂撮影所を根城に製作を開始した衣笠映画聯盟に参加、「小澤 茗一郎」の名で映画出演を開始する。記録に残るもっとも古い作品は、同年12月11日に公開された『照る日くもる日 第二篇』（監督衣笠貞之助）であり、翌1927年（昭和2年）3月19日に公開された林長二郎（のちの長谷川一夫）が主演した『稚児の剣法』にも出演したとされる。1928年（昭和3年）1月20日に公開された『道中双六船』（監督衣笠貞之助）では、初主演を務めた。
同年4月、牧野省三が主宰するマキノ・プロダクションに移籍、同時期に入社した俳優には五月信子、南光明らがいた。芸名を「澤田 敬之助」と改め、同年7月13日に公開した『鬼神 前篇』（監督押本七之助）に出演したのが、同社での初出演であった。同年10月22日に公開された『孝女よし江』（監督中島宝三）ではマキノ智子を相手に主演、1929年（昭和4年）6月7日公開の『松平長七郎 道中篇』（監督金森萬象）では大林梅子、同年8月15日公開の『松平長七郎 長崎篇』（監督金森萬象）では松浦築枝を相手に主演を務め、ほかにも多くの映画に主演した。同年7月25日、牧野省三が亡くなり、同年9月にマキノ正博を核とした新体制が発表になると、澤田は、嵐冠三郎、荒木忍、南光明、根岸東一郎、谷崎十郎、阪東三右衛門、市川米十郎、東郷久義、市川幡谷、實川芦雁、桂武男、市川新蔵、津村博らとともに「俳優部男優」に名を連ねた。この後に四代目澤村國太郎が入社し、その後の澤田は國太郎の脇に回ることが増え、新体制下のマキノ・プロダクションは財政が悪化していき、1930年（昭和5年）末、澤田は同社を退社した。記録に残る同社での最後の作品は、同年12月19日に公開された『続お洒落狂女』（監督吉野二郎）であった。
マキノ退社後は小規模プロダクションを転々とし、1932年（昭和7年）には、トキワ映画や金森萬象の協立映画プロダクションの作品に出演している。1933年（昭和8年）には東京に移り、同年5月、河合映画製作社に入社、翌6月、同社を発展的に拡大、解消して創立された大都映画に継続的に入社した。1937年（昭和12年）には大阪に移り、大阪府南河内郡古市町白鳥園（現在の同府羽曳野市翠鳥園）に撮影所をもつ極東キネマに移籍、1938年（昭和13年）ころまで、同社の製作するサイレントの剣戟映画に脇役出演をした。以降の消息は伝えられておらず、時代は第二次世界大戦に突入している。没年不詳。

## フィルモグラフィ

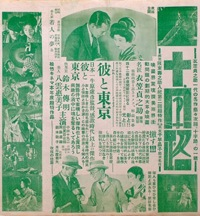
『十字路』（1928年）の公開時のポスター。

クレジットはすべて「出演」である。公開日の右側には役名、および東京国立近代美術館フィルムセンター（NFC）、マツダ映画社所蔵等の上映用プリントの現存状況についても記す。同センター等に所蔵されていないものは、とくに1940年代以前の作品についてはほぼ現存しないフィルムである。資料によってタイトルの異なるものは併記した。

### 衣笠映画聯盟
特筆以外すべて製作は「衣笠映画聯盟」、配給は「松竹キネマ」、すべてサイレント映画、すべて「小澤茗一郎」（小沢茗一郎）名義である。
- 『照る日くもる日 第二篇』 : 監督衣笠貞之助、原作大佛次郎、脚本犬塚稔、1926年12月11日公開 - 息節哉
- 『稚児の剣法』 : 監督・原作・脚本犬塚稔、製作衣笠映画聯盟・松竹下加茂撮影所、配給松竹キネマ、1927年3月19日公開[3]
- 『鬼あざみ』 : 監督衣笠貞之助、原作フレッド・ニブロ、脚本冬島泰三、製作衣笠映画聯盟・松竹下加茂撮影所、配給松竹キネマ、1927年4月29日公開 - 河原の役人
- 『勤王時代』 : 監督衣笠貞之助、原作松本憲逸、脚本冬島泰三、製作衣笠映画聯盟・松竹下加茂撮影所、配給松竹キネマ、1927年5月29日公開 - 安藤鉄馬
- 『御用船』 : 監督衣笠貞之助、原作・脚本冬島泰三、製作衣笠映画聯盟・松竹下加茂撮影所、配給松竹キネマ、1927年7月22日公開
- 『破れ編笠』 : 監督犬塚稔、原作・脚本大須賀満、製作衣笠映画聯盟・松竹下加茂撮影所、配給松竹キネマ、1927年8月12日公開 - 近藤陣之助
- 『暁の勇士』 : 監督衣笠貞之助、脚本冬島泰三、製作衣笠映画聯盟・松竹下加茂撮影所、配給松竹キネマ、1927年9月1日公開 - 魚屋才助
- 『蝙蝠草紙』（『蝙蝠英紙』[5]） : 監督山崎藤江、脚本三村伸太郎、製作衣笠映画聯盟・松竹下加茂撮影所、配給松竹キネマ、1927年10月28日公開 - 番頭久七
- 『天保悲剣録』 : 監督山崎藤江、脚本星哲郎、製作衣笠映画聯盟・松竹下加茂撮影所、配給松竹キネマ、1927年12月23日公開 - 猿田の平次
- 『海国記』 : 監督衣笠貞之助、原作大森痴雪、脚本三村伸太郎、製作衣笠映画聯盟・松竹下加茂撮影所、配給松竹キネマ、1928年1月15日公開 - 倅佐十郎
- 『道中双六船』 : 監督衣笠貞之助、原作・脚本冬島泰三、1928年1月20日公開 - 主演
- 『風雲城史』 : 監督山崎藤江、原作・脚本星哲郎、製作衣笠映画聯盟・松竹下加茂撮影所、配給松竹キネマ、1928年2月10日公開 - 城主峰谷輝秋、68分尺で現存（NFC所蔵[7]）
- 『長恨夜叉』 : 監督衣笠貞之助、原作・脚本藤原忠、製作衣笠映画聯盟・松竹下加茂撮影所、配給松竹キネマ、1928年3月1日公開 - 笹井利七郎
- 『白井権八』 : 監督山崎藤江、脚本古野英治、製作衣笠映画聯盟・松竹下加茂撮影所、配給松竹キネマ、1928年3月31日公開 - 本荘助七
- 『大瀬半五郎』（『大瀬と半五郎』[5]） : 監督星哲郎、脚本藤原忠、製作衣笠映画聯盟・松竹下加茂撮影所、配給松竹キネマ、1928年4月28日公開
- 『十字路』 : 監督・脚本衣笠貞之助、製作衣笠映画聯盟・松竹京都撮影所、配給松竹キネマ、1928年5月11日公開 - 喧嘩を売る男、88分尺で現存（NFC所蔵[7]）

### マキノプロダクション御室撮影所
すべて製作は「マキノプロダクション御室撮影所」、配給は「マキノ・プロダクション」、すべてサイレント映画、すべて「澤田敬之助」（沢田敬之助）名義である。
- 『鬼神 前篇』 : 指揮マキノ省三、監督押本七之助、原作・脚本木下靖、1928年7月13日公開
- 『旗本五人男 前篇』（『旗本五人男』[5]） : 監督吉野二郎、原作・脚本松本有義、1928年8月30日公開
- 『旗本五人男 後篇』（『旗本五人男』[5]） : 監督吉野二郎、原作・脚本松本有義、1928年9月13日公開
- 『賢い馬鹿』 : 監督・原作・脚本川浪良太、1928年9月13日公開
- 『緋の笑ひ』（『緋の笑い』[5]） : 監督二川文太郎、原作・脚本紫乃塚乙馬、1928年9月21日公開 - 敵
- 『孝女よし江』 : 指揮マキノ省三、監督・脚本中島宝三、1928年10月22日公開
- 『骨肉』 : 監督二川文太郎、脚本都村健、1928年10月26日公開
- 『崇禅寺馬場』 : 監督マキノ正博、原作・脚本山上伊太郎、1928年11月14日公開 - 染井角之丞、22分尺の短縮版が現存（マツダ映画社所蔵[9]）
- 『かわいさうな大九郎』 : 監督松田定次、原作・脚本瀬川與志、1928年12月13日公開 - 役名不明、34分尺で現存（NFC所蔵[7]）
- 『人形使い』（『人形使ひ』[5]） : 監督大森敬興（大森敬典）、原作・脚本牧野金一郎、1928年12月20日公開 - 主演
- 『隼六剣士 前篇』 : 監督金森萬象、原作・脚本寿々喜多呂九平、1929年1月5日公開 - 毎里尾重三郎 平宗虎
- 『隼六剣士 後篇』 : 監督金森萬象、原作・脚本寿々喜多呂九平、1929年1月10日公開 - 毎里尾重三郎 平宗虎
- 『大学のイーグル 第三篇』 : 監督川浪良太、原作・脚本寿々喜多呂九平、1929年1月20日公開 - 応援団長
- 『大化新政』 : 総監督・原案マキノ省三、監督補助二川文太郎・稲葉蛟児・金森萬象・マキノ正博・松田定次・中島宝三・押本七之助・吉野二郎、脚本瀬川與志、1929年3月1日公開 - 軽見山彦
- 『君恋し』 : 監督川浪良太、原作・脚本陣出達男、1929年3月8日公開 - 太一
- 『元和豪侠伝』 : 監督金森萬象、原作・脚本寿々喜多呂九平、1929年3月8日公開 - 兵堂隼人之助（主演）
- 『行き違ひ』 : 監督・原作・脚本川浪良太、1929年3月21日公開 - 主演
- 『女人復讐 関の小万』（『女人復讐』[5]） : 監督・脚本人見吉之助、原作吉川莚、1929年5月3日公開 - 主演
- 『松平長七郎 道中篇』 : 監督金森萬象、原作悟道軒円玉、脚本不明、1929年6月7日公開 - 主演
- 『夜討曽我』 : 監督・原作・脚本並木鏡太郎、1929年8月1日公開 - 主演、24分尺の16mmフィルムプリントが現存[10]
- 『松平長七郎 長崎篇』（『松平長七郎』[5]） : 監督金森萬象、原作悟道軒円玉、脚本不明、1929年8月15日公開 - 主演
- 『国定忠次の遺児』 : 監督二川文太郎、原作木村錦花、脚本紫乃塚乙馬、1929年10月17日公開 - 千賀（改め）星見源三郎
- 『剣士弥源太』 : 監督人見吉之助、原作・脚本吉田信三、1929年10月17日公開 - 犬嫌ひ弥源太（主演）
- 『荒木又右衛門 全五篇』 : 総指揮・原案マキノ省三、監督マキノ正博・二川文太郎・押本七之助・金森萬象・吉野二郎・中島宝三、脚本瀬川與志、1929年11月1日公開 - 下僕武助
- 『浪人街 第三話 憑かれた人々』 : 監督マキノ正博、原作・脚本山上伊太郎、1929年11月15日公開 - 湯浅彦兵衛
- 『続影法師 狂燥篇』 : 監督二川文太郎、原作・脚本寿々喜多呂九平、1929年12月31日公開 - 役名不明、『続影法師』題・5分尺の断片が現存（マツダ映画社所蔵[9]）
- 『天保水滸伝』 : 監督・原作押本七之輔（押本七之助）、脚本関口光昭、1930年1月5日公開 - 雪崩の岩松
- 『松竹梅女三勇士』 : 監督中島宝三、脚本瀬川與志、1930年1月10日公開
- 『巷譚 両国橋』（『両国橋』[5]） : 監督中島宝三、原作・脚本藤田潤一、1930年1月10日公開 - 夜がらすの伝次（主演）
- 『相馬の金さん』 : 監督・脚本阪田重則、原作岡本綺堂、1930年1月31日公開 - 弟半三郎
- 『慶安太平記』 : 監督・原作押本七之輔（押本七之助）、脚本関口光昭、1930年2月14日公開 - 奥村八郎
- 『日本巌窟王 前篇』 : 監督・脚本中島宝三、原作前田曙山、1930年3月14日公開
- 『日本巌窟王 後篇』 : 監督・脚本中島宝三、原作前田曙山、1930年4月4日公開
- 『本朝野士縁起 第一篇』（『本朝武士縁起 第一篇』[5]） : 監督中島宝三、原作直木三十五、脚本藤田潤一、1930年5月1日公開 - 倅善七郎
- 『吉原百人斬』 : 総指揮マキノ正博、監督・脚本中島宝三、原作石崎彦一、1930年6月6日公開 - 宝生栄之進
- 『熊本城非常警砲』 : 監督中島宝三、原作平山蘆江、脚本藤田潤一、1930年7月1日公開
- 『近世毒婦伝 明治五人女』（『明治五人女』[5]） : 監督・原作吉野二郎、脚本杉本九一郎・多原光三、1930年7月6日公開
- 『お化同心』 : 監督・原作・脚本中島宝三、1930年9月5日公開 - 権三（主演）
- 『浮世絵双紙』 : 監督・原作・脚本中島宝三、1930年9月20日公開 - 主演
- 『信州侠客伝』[4]（『信州侠客陣』[5]『兇状旅信州路』[7]） : 監督・脚本中島宝三、原作牧内武司、1930年11月14日公開 - 百姓由松、『兇状旅信州路』題・70分尺で現存（NFC所蔵[7]）
- 『破恋痴外道』 : 監督二川文太郎、原作・脚本紫乃塚乙馬、1930年12月5日公開
- 『続お洒落狂女』 : 監督吉野二郎、原作本田美禅、脚本瀬川與志、1930年12月19日公開 - 諏訪部三五郎

### フリーランス
すべて「澤田慶之助」（沢田慶之助）名義である。
- 『上海戦線四十哩』 : 監督上野喜八、原作・脚本桝本清、撮影松浦茂、製作トキワ映画、部分発声版、1932年4月15日公開 - 主演
- 『猿飛漫遊記 前後篇』 : 監督金森萬象、脚本吉田信三、撮影松浦茂、製作協立映画プロダクション、サイレント映画、1932年5月1日公開 - 猿飛佐助（主演）、30分尺程度の部分が発掘・現存（[11]）
- 『光を仰ぎて』 : 監督金森萬象、原作蓮沼門三、脚本新教育社映画部、1932年製作・公開 - 波止場の讓二、15分尺で現存（NFC所蔵[7]）

### 大都映画
すべて製作・配給は「大都映画」、すべてサイレント映画、すべて「澤田敬之助」（沢田敬之助）名義である。
- 『剣雲京洛風景 前篇』[4][5]（『武人京洛』[5]） : 監督石山稔、1933年8月14日公開 - 近藤勇
- 『剣雲京洛風景 後篇』[4][5]（『武人京洛』[5]） : 監督石山稔、1933年8月14日公開 - 近藤勇
- 『元和三勇士 竜虎発端篇』 : 監督中島宝三、1933年9月14日公開
- 『霧の中の仁侠児』 : 監督中島宝三、1933年10月5日公開 - 大河内秀五郎
- 『浮世絵信州攻め』 : 監督中島宝三、1933年11月8日公開
- 『漁夫の蘇生』 : 監督中島宝三、1933年11月15日公開 - 岡っ引佐二郎（主演）
- 『秋風幕末陣』 : 監督長尾史録、1933年12月7日公開 - 近藤勇
- 『颶風の剣士 前篇』 : 監督中島宝三、1934年1月5日公開 - 後藤小源太
- 『颶風の剣士 後篇』 : 監督中島宝三、1934年1月15日公開 - 後藤小源太
- 『明暗風流陣』 : 監督中島宝三、1934年2月8日公開
- 『音無し剣法悲史』 : 監督石山稔、1934年4月26日公開
- 『八州股旅恋慕』 : 監督大江秀雄、1934年8月15日公開
- 『躍る鬼神 第一篇』（『踊る鬼神』[5]） : 監督益田晴夫、1934年10月4日公開
- 『白衣の騎士 前篇』 : 監督石山稔、1934年10月31日公開
- 『弥太ッぺ流転笠』（『弥太っぺ流転笠』[5]） : 監督石山稔、1934年12月13日公開
- 『艶説お登勢殺し』 : 監督中島宝三、1934年12月19日公開
- 『自動車で拾った恋』 : 監督太田辰三、1935年1月10日公開
- 『奇兵隊異聞 誉れの旅人』 : 監督中島宝三、1935年1月30日公開

### 極東キネマ
すべて製作・配給は「極東キネマ」、特筆以外すべてサイレント映画、すべて「澤田敬之助」（沢田敬之助）名義である。
- 『尼子十勇士』 : 監督山口哲平、1937年5月13日公開
- 『呪のまだら猫』 : 監督小倉八郎、1937年6月3日公開 - 杉森惣兵衛
- 『怪談累ヶ淵』 : 監督小倉八郎、1937年7月1日公開 - 深見新左衛門
- 『殺法八州颪』 : 監督山口哲平、1937年8月5日公開
- 『忍術戸隠八剣士』 : 監督山口哲平、サウンド版、1937年8月12日公開 - 玉井新兵ヱ、58分尺で現存（NFC所蔵[7]）
- 『忠次山彦』 : 監督山口哲平、1937年9月8日公開
- 『妖霊お万狐』 : 監督大江秀夫（大江秀雄）、1937年11月20日公開 - 善通寺呑海
- 『竜虎八幡船』 : 監督米沢正夫、1937年12月10日公開
- 『初姿忍術道中双六』 : 監督山口哲平、1937年12月31日公開
- 『忍術破り荒川熊蔵』 : 監督米沢正夫、1938年1月10日公開 - 荒川熊蔵（主演）